# Estación Salliqueló
Salliqueló es una estación ferroviaria ubicada en la ciudad homónima, Partido de Salliqueló, Provincia de Buenos Aires, Argentina.

## Ubicación
La estación se encuentra a 532 km de la Ciudad Autónoma de Buenos Aires, y a 40 km de la ciudad de Carhué.

## Servicios
Pertenece al Ferrocarril Domingo Faustino Sarmiento en el ramal entre Once y Carhué. También, se desprende un ramal a Rivera. 
No presta servicios de pasajeros. Por sus vías circulan trenes de cargas de la empresa Ferroexpreso Pampeano, los cuales no operan en esta estación.

## Galería fotográfica

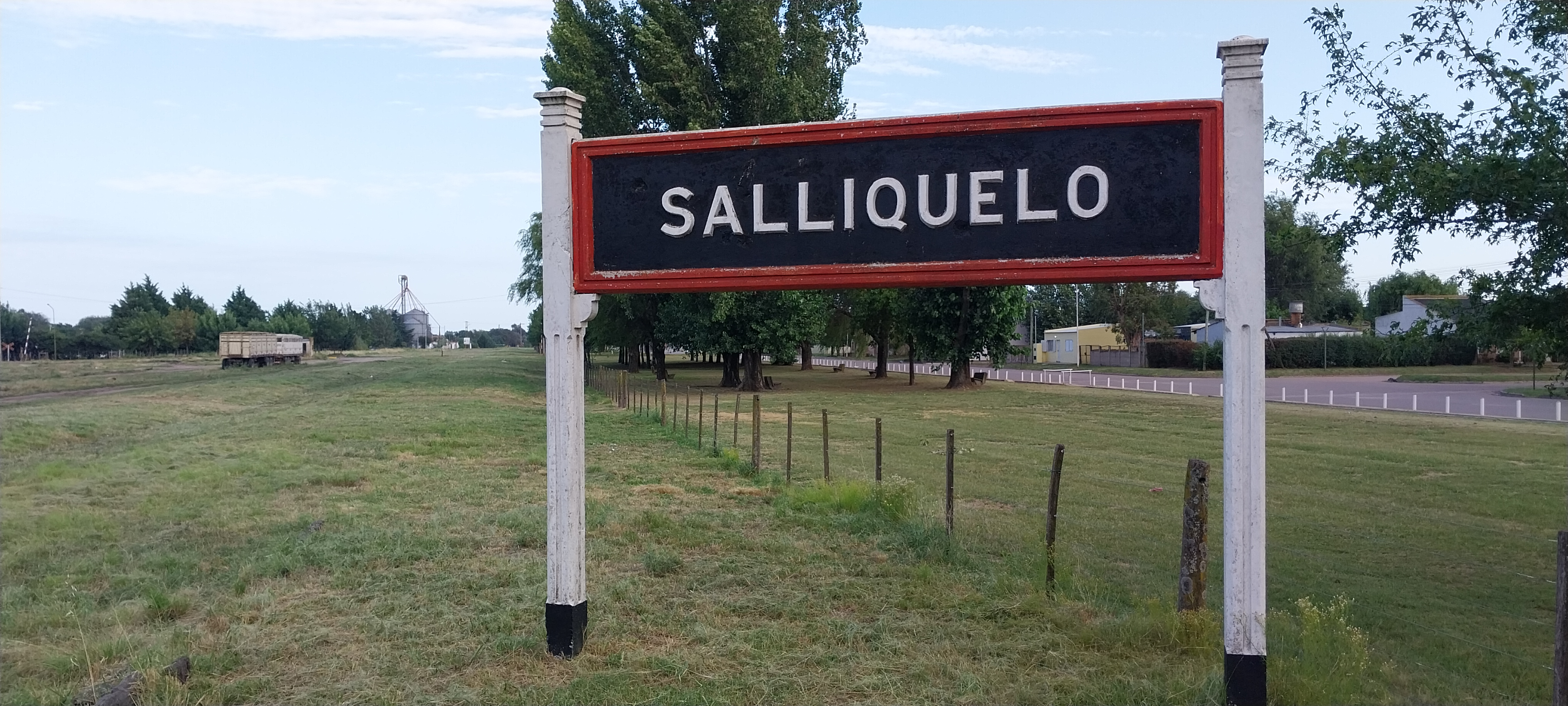
Nomenclador de la estación